# They Were Born to Kill
They Were Born to Kill — мини-альбом (бутлег) изданный американской панк-рок группой The Offspring, вышел в 1991 году.

## Об альбоме
Точная дата релиза неизвестна, так как релиз был неофициальным. В этот альбом вошли демозаписи песен «Jennifer Lost The War» и «Out on Patrol». Впервые они появились на стороне В демо кассеты The Offspring под названием Tehran.

## Список композиций
| №  | Название                       | Длительность |
| -- | ------------------------------ | ------------ |
| 1. | «Jennifer Lost the War (Demo)» | 2:35         |
| 2. | «Out on Patrol (Demo)»         | 2:33         |

## Участники записи
- Декстер Холланд — вокал, гитара
- Кевин «Нудлс» Вассерман— гитара
- Грег К. — бас-гитара, бэк-вокал
- Рон Уелти — ударные